# NGC 6908
NGC 6908 في الفهرس العام الجديد، هي مجرة، تقع في كوكبة الجدي (كوكبة). اكتشفت في 24 سبتمبر 1864 بواسطة ألبرت مارث.

## روابط خارجية
- NGC 6908 على موقع ويكي سكاي: DSS2, SDSS, GALEX, IRAS, Hydrogen α, X-Ray, Astrophoto, Sky Map, Articles and images